# Dólar
Dólar település Spanyolországban, Granada tartományban. Dólar Ferreira, Huéneja, Bayárcal, Valle del Zalabí, Gor, Baza és Fiñana községekkel határos. Lakosainak száma 606 fő (2024).

## Népesség
A település népessége az elmúlt években az alábbi módon változott:
| Lakosok száma | 603  | 586  | 576  | 611  | 620  | 619  | 631  | 622  | 637  | 606  |
|               | 2001 | 2004 | 2006 | 2009 | 2011 | 2014 | 2016 | 2019 | 2021 | 2024 |